# Gheorghe Gruia
Gheorghe Gruia, född 2 oktober 1940 i Bukarest, död 9 december 2015 i Mexico City i Mexiko, var en rumänsk handbollsspelare (högernia). Många, bland andra Bengt "Bengan" Johansson och Internationella handbollsförbundet (1992), har ansett honom vara världens bästa handbollsspelare genom tiderna.
Gruia hade varit volleybollspelare och hade en oerhörd skottstyrka. Hans hoppskott var fenomenalt.
Gheorghe Gruias största meriter är två VM-guld, vid mästerskapen 1964 i Tjeckoslovakien och vid 1970 i Frankrike, och Europacupguld 1968 med Steaua Bukarest. Han deltog även i OS 1972 där han tog bronsmedalj med det rumänska laget och vann turneringens skytteliga.
Gheorghe Gruia bodde sedan 1978 i Mexico City i Mexiko, där han arbetade som handbollstränare.